# أوليفر بوستاي
أوليفر بوستاي (بالمجرية: Pusztai Olivér)‏ هو لاعب كرة قدم مجري في مركز الدفاع، ولد في 14 أكتوبر 1981 في زومباثلي في المجر. لعب مع غيور تورنا أوزتالي ونادي بودابست ونادي كلاغنفورت.

## وصلات خارجية
- أوليفر بوستاي على موقع اتحاد المجر (الهنغارية)
- أوليفر بوستاي على موقع قاعدة بيانات كرة القدم.إي يو (الإنجليزية)
- أوليفر بوستاي على موقع عالم كرة القدم.نت (الإنجليزية)